# Grammenítsa
Grammenítsa är en ort i Grekland.   Den ligger i prefekturen Nomós Ártas och regionen Epirus, i den centrala delen av landet, 270 km nordväst om huvudstaden Aten. Grammenítsa ligger 61 meter över havet och antalet invånare är 1 193.
Terrängen runt Grammenítsa är kuperad åt nordost, men åt sydväst är den platt. Runt Grammenítsa är det ganska glesbefolkat, med 38 invånare per kvadratkilometer. Närmaste större samhälle är Arta, 2,7 km söder om Grammenítsa. == Kommentarer ==
1. ↑  Framräknat ur variansen i alla höjduppgifter (DEM 3") från Viewfinder Panoramas, inom 10 km radie.[2] Mer om algoritmen finns här: Användare:Lsjbot/Algoritmer.